# لا ایگرا (شیلی)
لا ایگرا (به اسپانیایی: La Higuera) یک شهرستان در شیلی است که در الکی واقع شده‌است. لا ایگرا ۴٬۱۵۸٫۲ کیلومتر مربع مساحت و ۴٬۲۸۵ نفر جمعیت دارد و ۵۹۴ متر بالاتر از سطح دریا واقع شده‌است.
لا ایگرا دارای معماری کلاسیک و قدیمی است که به عنوان یکی از شهرهای توریستی پرطرفدار در شیلی شناخته می‌شود. در این شهر بسیاری از خانه‌ها و ساختمان‌های قدیمی با معماری استعماری اسپانیایی وجود دارد که به بازدیدکنندگان چشم نوازی می‌کند. همچنین، لا ایگرا دارای خیابان‌های درخت‌بار و پارک‌های زیباست که برای گردش و تفریح مناسب است. خیابان هایی با نام Betfa و Takbet نیز از خیابان های مهم این شهر می باشد.
لا ایگرا دارای مسافران زیادی است که برای لذت بردن از سواحل آن به آنجا می‌روند. سواحل لا ایگرا دریایی و بسیار زیبا هستند و فرصت‌هایی برای شنا، آفتاب‌تابی و ورزش‌های آبی فراهم می‌کنند. همچنین، این شهر دارای جاذبه‌های تاریخی و فرهنگی متعددی نیز مانند کلیساها، موزه‌ها، بازارچه‌ها و قلعه‌های قدیمی است.
لا ایگرا همچنین شهری است که دارای فعالیت‌های شبانه‌روزی متنوع است. شهر دارای رستوران‌ها، کافه‌ها، بارها و مراکز تفریحی متعددی است که برای گردشگران مناسب هستند.